# Hotel Sionshof

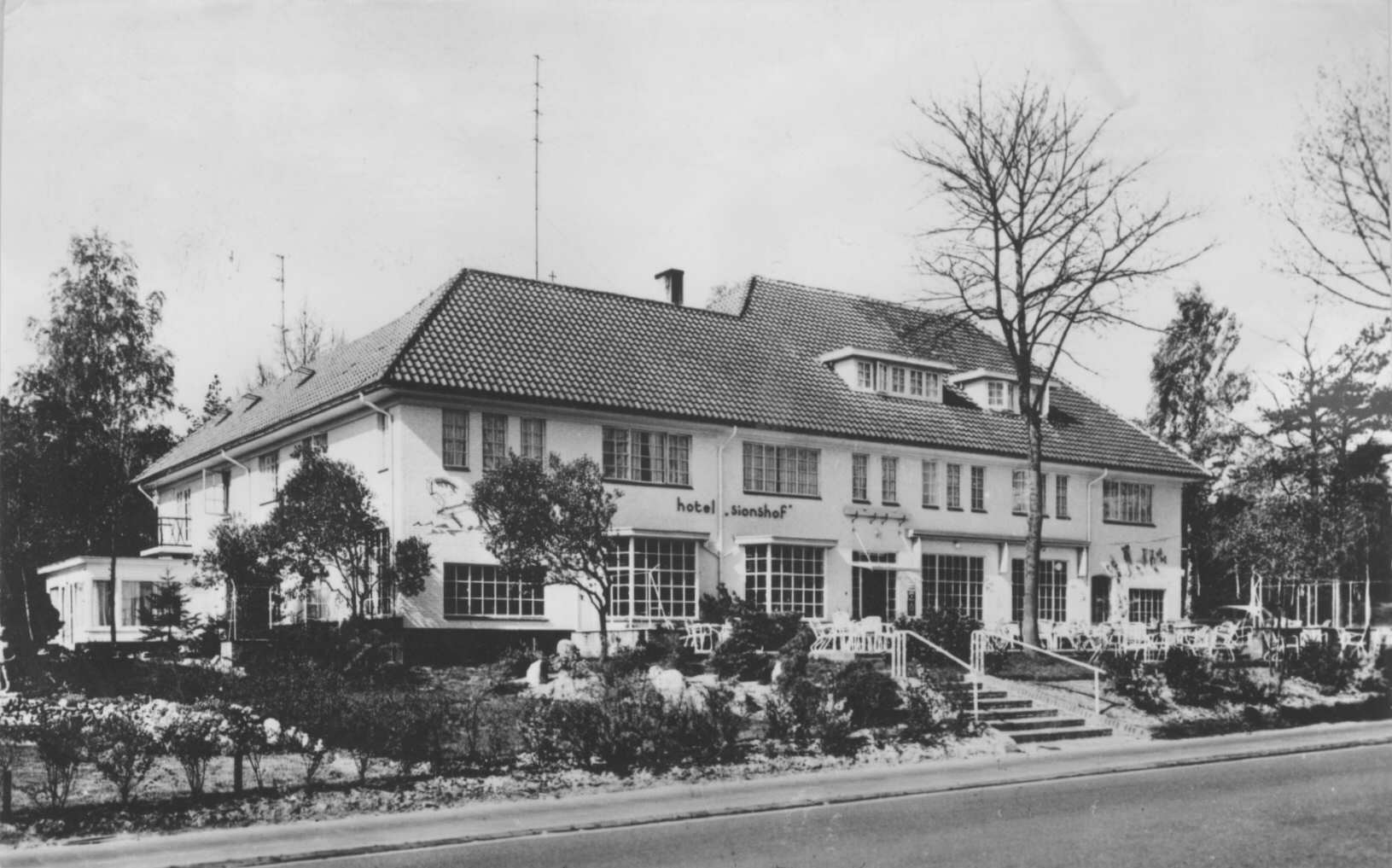
Hotel Sionshof Nijmegen 1972

Hotel Sionshof is een voormalig hotel-pension in Nijmegen, gelegen aan de Nijmeegsebaan, op de hoek van de Sionsweg, nabij de NEBO berg. Sinds 2015 is in het voormalige hotel een Japans restaurant (Konbanwa) gevestigd.

## Geschiedenis

### 1930 - 1940

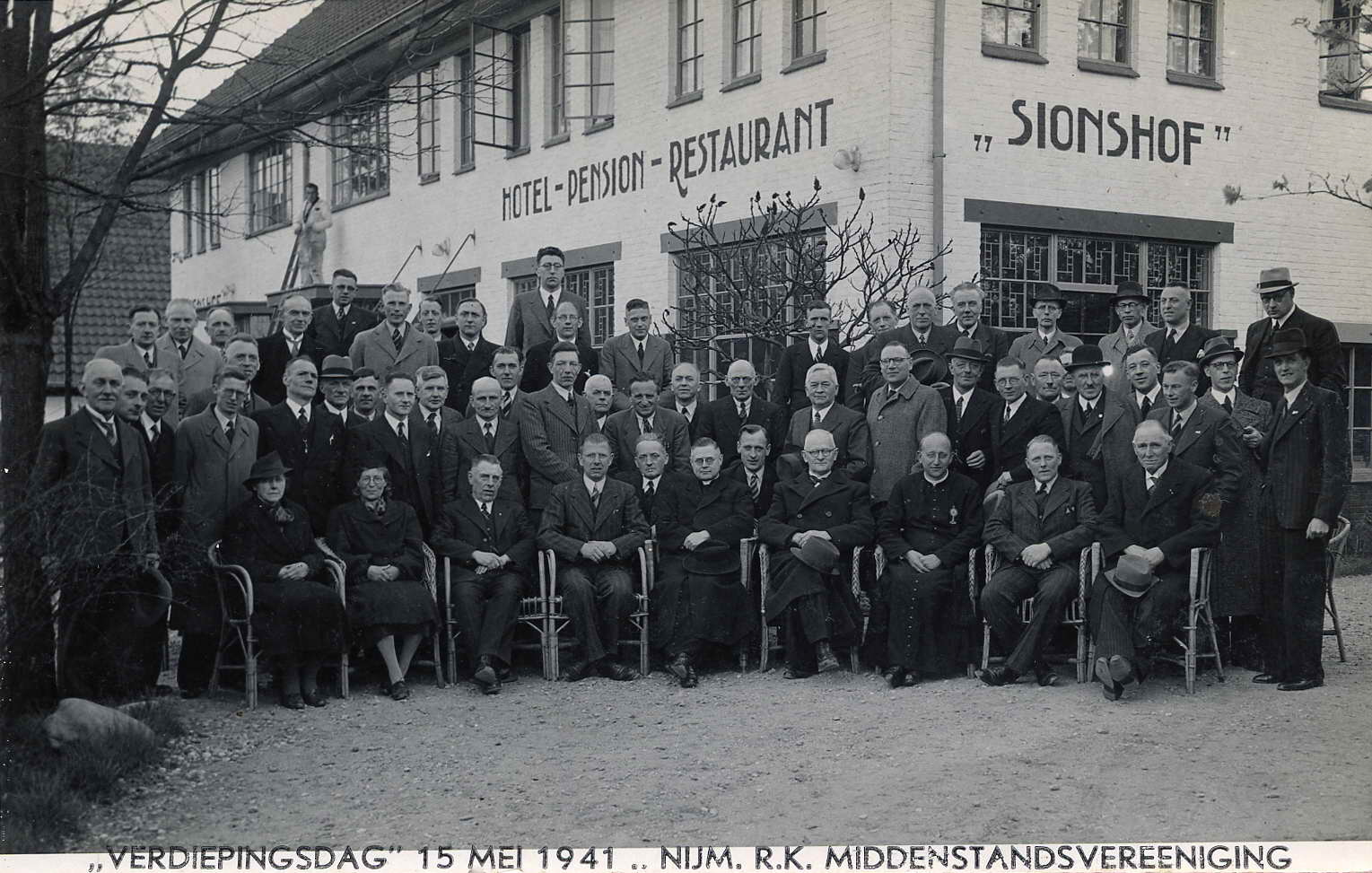
Groepsfoto voor Hotel Pension Restaurant 'Sionshof"

Het bedrijf werd in 1930 opgericht door J. Teunissen als hotel-café-restaurant Sionshof.
Al snel werd de verhuur van de 20 hotelkamers de belangrijkste hotelactiviteit, voornamelijk veroorzaakt door de toenemende belangstelling voor overnachtingen vanwege de nabij gelegen Heilig Land Stichting (later Museumpark Orientalis Heilig Land Stichting) waar belangstellenden regelmatig plechtigheden bijwoonden.

### Tweede Wereldoorlog

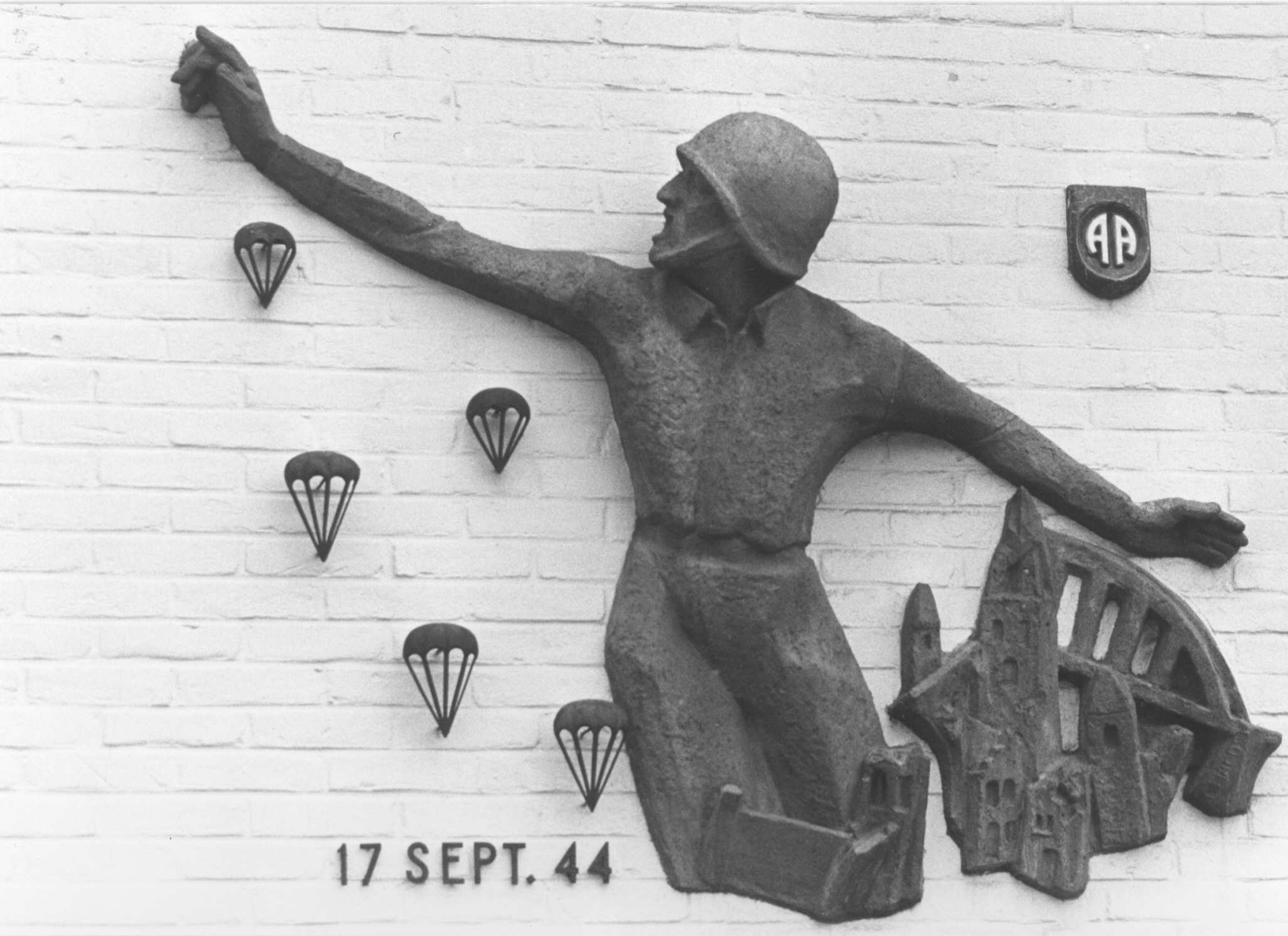
Gedenkteken Hotel Sionshof, hoofdkwartier geallieerden bij de bevrijding van Nijmegen

Het hotel werd internationaal bekend nadat het op 17 september 1944, kort na het begin van operatie Market Garden, door de geallieerden in gebruik was genomen als hoofdkwartier. De 'Guards Division' en de 82ste Airborn Division kwamen hier bij elkaar en veroverden Nijmegen op de Duitsers. Gedurende de hele operatie was hotel Sionshof tevens een verzamelpunt voor oorlogscorrespondenten, die over de oorlogssituatie berichtten. De 19 jarige kok van het restaurant, Jan Reinders, vond de dood nadat hij zich vrijwillig had aangemeld als gids voor de Amerikaanse airborne paratroopers(82nd Airborne Divsion). Op weg naar het centrum van Nijmegen werden de troepen en Reinders verrast door Duitse soldaten, ter hoogte van Café Groenewoud aan de Groesbeekseweg.

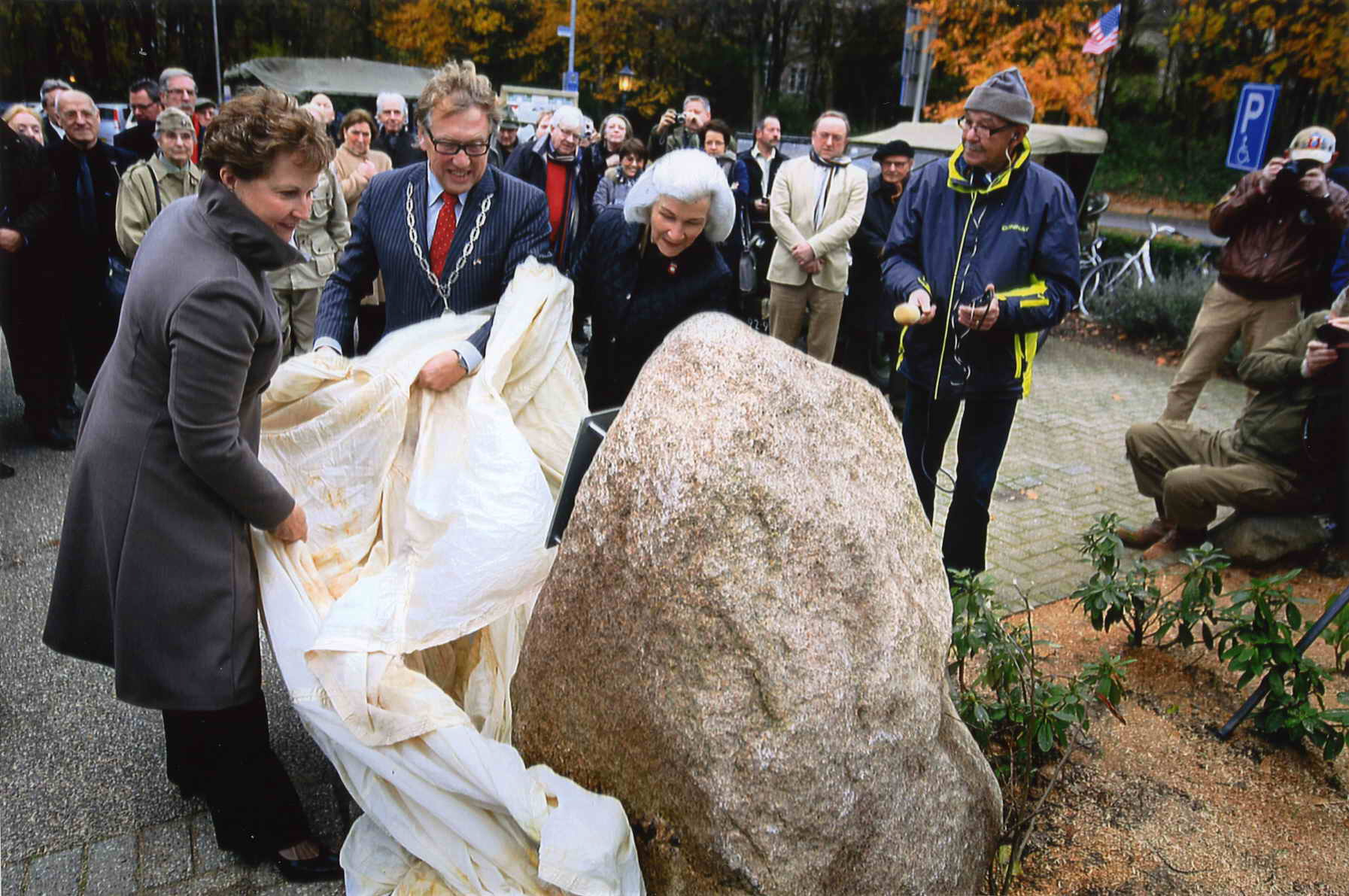
Luisterkei monument Market Garden

Een kunstwerk aan de rechterzijde van het gebouw herinnert aan de rol die het hotel in de oorlog speelde. Tegen de witte muur is een betonnen reliëf van een parachutist aangebracht, die met een arm Nijmegen beschermt. Aan zijn andere zijde zweven enkele parachutes. Rechtsboven hangt het AA-embleem, dat soldaten van de 'All American Division' op hun kleding droegen.
Het kunstwerk , ontworpen door Charles Hammes, werd op 17 september 1954 onthuld door officier A.D. Bestebreurtje ,die aan de operatie had deelgenomen en die het contact tussen de strijdkrachten en het Nederlandse verzet onderhield.

2013 werd bij het hotel een nieuwe luisterplek onthuld als onderdeel van de zogenoemde Liberation Route.

### 1945 - heden
Na de oorlog nam zoon Paul Teunissen, opgeleid in Zwitserland aan de hogere hotelschool aldaar, het bedrijf over van zijn vader. Hij zette het hotel voort en verbouwde het in 1981, mede vanwege de aanmelding van taleninstituut Eurolinguist dat het instituut de locatie wenste te gebruiken voor cursussen. Nadat hij door persoonlijke omstandigheden niet meer in staat was om te werken besloot hij in 199X om het hotel te verkopen aan het taleninstituut dat al jaren een regelmatige huurder was van een aantal hotelkamers en vergaderruimtes. Dit bedrijf zag hiermee een kans om haar residentiële taaltrainingen in het pand onder te brengen waarbij de honderden cursisten van de vaak meerdaagse trainingen tevens onderdak geboden kon worden. Het restaurant werd verhuurd aan een externe uitbater. 

In 2007 besloot het taleninstituut, nadat het was overgenomen door Twice, te verkassen naar een ander locatie, hotel Val Monte in de nabij gelegen plaats Berg en Dal. Hotel Sionshof kreeg een andere eigenaar, Lambert van Bodegom (oud directeur van het taleninstituut) en zijn moeder Marie van der Meijden. Zij besloten na een aantal maanden om niet zelf meer het hotel te runnen en startten een zoektocht naar een nieuwe exploitant voor het hotel.

Uiteindelijk werd in 2009 een koper gevonden voor het hotel, de familie Moed die al eigenaar was van een andere hotel in Nijmegen. Zij veranderden de naam van het hotel in Hotel Courage Sionshof en sloten het hotel een aantal maanden om het pand te herstellen in de oorspronkelijke stijl van de jaren dertig en tegelijkertijd het aantal hotelkamers uit te breiden en te vernieuwen. 

Zes jaar later, in 2015, toonde de Japanse zakenman Ligui Hu interesse om samen met een zakenpartner het hotel over te nemen. Hij kocht het hotel inclusief personeel en veranderde het restaurant in een Sushi-restaurant met de naam Konichiwa. Ook kreeg het hotel opnieuw een andere naam, Hotel Konwanba (begroeting voor de avond in het Japans). 
In 2020 kwam het hotel in het nieuws toen het op 13 maart als eerste hotel-restaurant haar deuren sloot vanwege het coronavirus
Restaurant Konbanwa heropende in 2021.